# زکریا الهریش
زکریا الهریش (عربی: زكرياء الهريش؛ زادهٔ ۲۳ اکتبر ۱۹۹۸) بازیکن فوتبال اهل لیبی است.
وی همچنین در تیم ملی فوتبال لیبی بازی کرده‌است.